# 巴祖瓦
巴祖瓦（法語：Bazois，法語發音：[bazwa]）是法国勃艮第-弗朗什-孔泰大区涅夫勒省的一个传统地区，位于莫尔旺山西部，以畜牧业而闻名。
“巴祖瓦”出现在以下几个地名中：
- 市镇
  - 巴祖瓦地区欧奈（Aunay-en-Bazois）
  - 巴祖瓦地区沙蒂永（Châtillon-en-Bazois）
  - 巴祖瓦地区唐奈（Tamnay-en-Bazois）
- 组织：
  - 巴祖瓦市镇公共社区（Communauté de communes du Bazois）
  - 巴祖瓦-卢瓦尔-莫尔旺市镇公共社区（Communauté de communes Bazois Loire Morvan）